# Blažo Đukanović
Blažo Đukanović (Lukovo, 26. studenog 1883. — Ostrog, 21. listopada 1943.), general, ban i četnički zapovjednik Crne Gore.
Kao suradnik okupatora, tijekom talijanskog zaposjednuća Crne Gore potpuno je slobodno živio na Cetinju. Ubijen je, zajedno s Bajom Stanišićem, prilikom partizanskog napada na glavni četnički stožer u samostanu Ostrog. 

## Životopis
Bio je ban Zetske banovine, brigadni general jugoslavenske kraljevske vojske i četnički vođa u Crnoj Gori tijekom Drugog svjetskog rata. 
Tijekom četvrte neprijateljske ofanzive protiv partizana početkom 1943. sve četničke postrojbe primale su od Talijana oružje, municiju i hranu, a postrojbe Blaža Đukanovića i plaću.
U jesen iste godine s pukovnikom Bajom Stanišićem preselio je svoj stožer u samostan Ostrog. Vrhovni stožer NOVJ dao je zadatak Petoj proleterskoj crnogorskoj brigadi opsjedati i likvidirati četnički stožer na Ostrogu. 24. rujna 1943. godine Blažo Đukanović je javljao: "Nema tu mnogo snaga i s malo energičnih ljudi to će se sve razbjeći, kao što se je jučer razbjeglo na Gostilju ispred naših ljudi."
Sveopći napad snaga Narodnooslobodilačke vojske Jugoslavije započeo je 17. listopada. Blažo Đukanović i Bajo Stanišić pružali su žilav otpor iz samog samostana. Pukovnik Stanišić povukao se u gornji ostroški samostan, misleći kako će mu stići pomoć iz Nikšića. Nakon 4 dana opsade, 21. listopada general Đukanović se prvi predao s nešto vojnika, ali je osuđen na smrt i strijeljan.
Stanišić je ostao pružati otpor i poginuo pucajući s prozora ostroškog samostana.
Sava Vukadinović, delegat vrhovnog četničkog zapovjedništva Crnoj Gori je povodom pogibije Baja Stanišića i Blaža Đukanovića javio Mihailoviću da će od Nijemaca tražiti odmazdu nad komunistima: „Za ubojstvo Baje i Blaža tražio sam od naših ljudi u Podgorici intervenirati preko Nijemaca kako bi se strijeljalo preko 300 komunista".